# تاریخ معماری در ایران

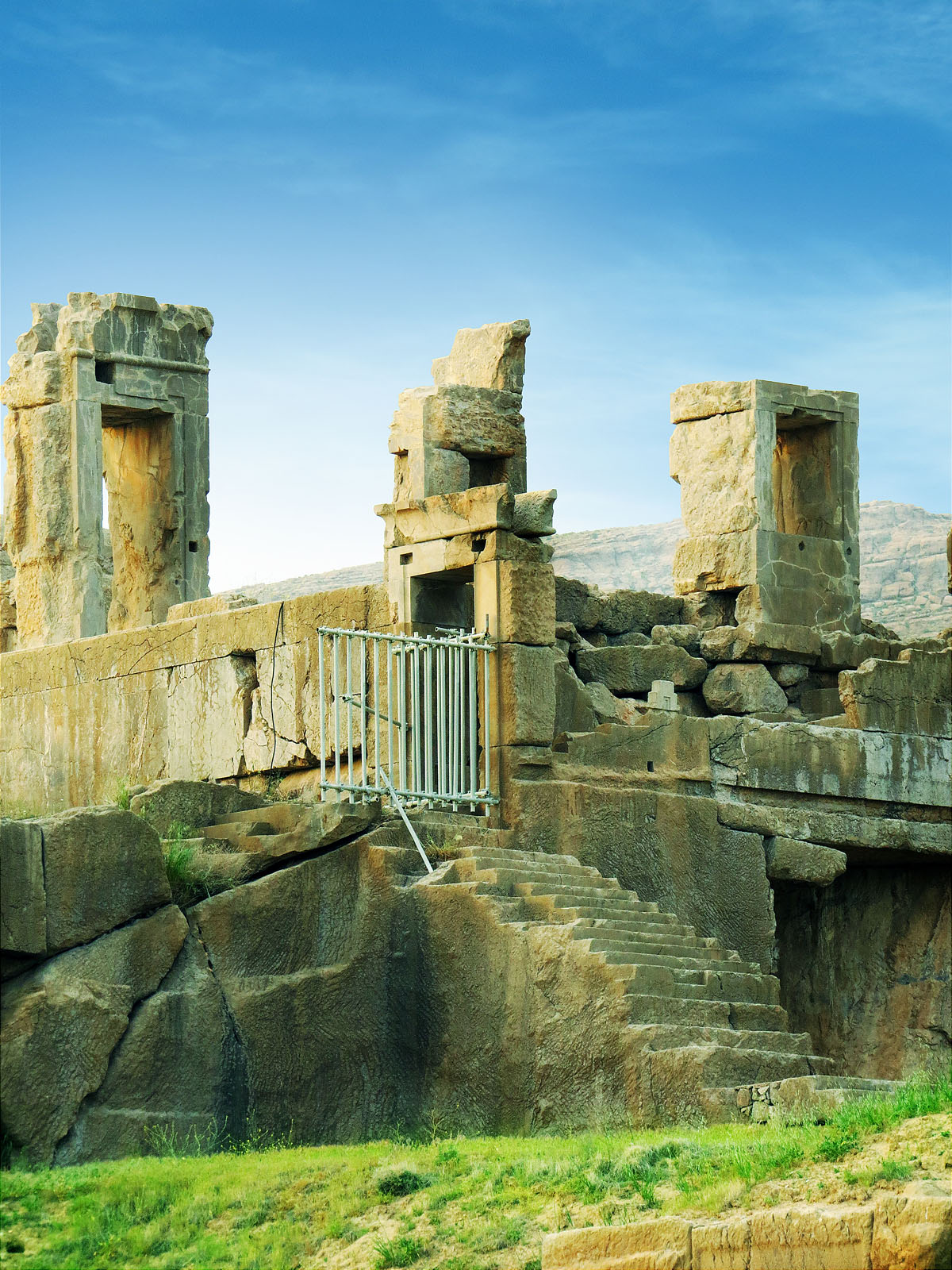
بقایای تخت جمشید در شیراز، ایران

سرزمین ایران پیش از ورود آریایی‌ها، اقوام گوناگونی را در خود جای داده‌است. اقوامی مانند ماننا، لولوبی، گوتی، کاسی، ایلامی که هر یک دارای حکومت‌هایی بودند. آریایی‌ها پس از ورود با اقوام بومی امتزاج پیدا کرده و بعدها تمدن‌های درخشان ماد و هخامنشی، پارت و ساسانی پدیدار گردیدند.
معماری از قدیمیترین هنرها در ایران است. آثار برجای مانده از معماری نشان دهنده آن است که ایران از کانونهای نخستین شهرسازی، سدسازی و مهندسی بوده‌است. سابقه این هنر حداقل از ۵ هزار سال پیش از میلاد مسیح تا عصر حاضر نمونه‌های فراوانی از سوریه تا هندوستان شمالی و کناره‌های چین، از قفقاز تا زنگبار پراکنده‌است و از تنوع خاصی برخوردارند. به طوری که یکی از معماران آمریکایی به نام پوپ در این زمینه نوشته‌است که بناهای ایرانی گوناگون است. از کلبه‌های دهقانی و قهوه‌خانه و کوشک‌ها گرفته، تا زیباترین و با شکوهترین ساختمان‌هایی که در جهان وجود دارد.
آثار معماری ایران بیش از هر چیز مذهبی هستند و دارای خصلت نیایشی می‌باشند. آداب و رسوم، مراسم مذهبی، روحیه، اخلاقیات، اندیشه و عقیده نسل‌ها در معماری ایران انعکاس واضحی دارد. وبا وجود اینکه در طی دوران‌های مختلف تحولات چشمگیری داشته‌است، دارای ویژگی‌های خاصی است که این اصول حفظ گردیده‌است. این آثار را می‌توان در ادوار تاریخی مختلف بررسی کرد.

## معماری پیش از اسلام

### معماری دوره ایلام
ایلامی‌ها حدود هزار سال پیش از میلاد، در ایران حکومت می‌کردند. ایلامی‌ها ساکنان اصلی نواحی خوزستان و نواحی مجاور آن بوده‌اند و قدیمی‌ترین مدارک مربوط به پادشاهی ایلامی به قرن هفتم پیش از میلاد می‌رسد. معماری ایلامی به سه دسته تقسیم می‌شوند:

#### معماری ایلام قدیم

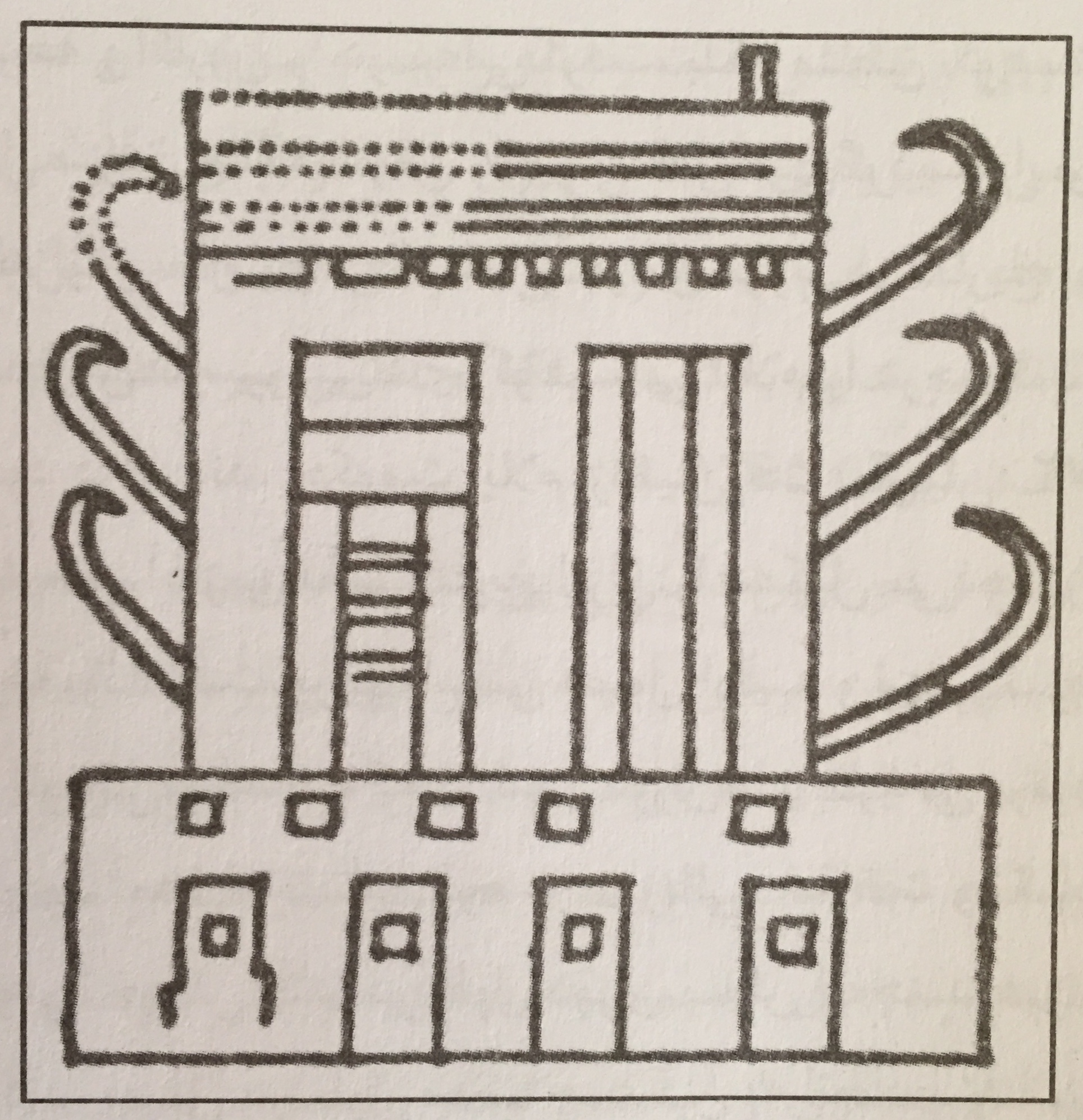
طرح یک معبد ایلام قدیم بر روی یک مهر

تنها اطلاع از معماری این دوره از نقش مهرهایی است که از دوران اولیه ایلام به جای مانده و آن یک نقش برجسته مربوط به نینوا در دوره آشوری متاخر است. در این نقش برجسته معبدی به صورت یک بنای مربع شکل بلند بر یک شالوده ایوان دار نشان داده شده‌است. نمای جلو دارای روزنه‌هایی بوده‌است. در قسمت پشت ممکن است پله‌هایی برای دسترسی به معبد وجود داشته باشد. جالبترین ویژگی این معبد شاخ‌های بزرگی است که در دو طرف دیوارهای معبد نصب شده‌است؛ که این جزء مهمی از از هر معبد را تشکیل می‌دادند. چون نماد الوهیت بود.

#### معماری ایلام میانی
درخشانترین دوره حاکمیت ایلامی‌ها دوره میانی است که در آن آثار معماری ارزشمندی ایجاد گردیده که اغلب معابد هستند. ایلامی‌ها به مذهب و پرستش خدایان متعدد اهمیت می‌داده‌اند. از آثار مهم این دوران می‌توان زیگورات چغازنبیل و هفت تپه در خوزستان را نام برد.

#### معماری ایلام جدید
از دوره ایلام جدید به جز یک معبد کوچک که نقشه مربع دارد و به زمان شوتروک_نهونته دوم در اواخر قرن ۸ قبل از میلاد تعلق دارد، هیچ اثر معماری دیگری به دست نیامده است. آجرهای لعابدار و دیگر آثاری که پیرامون این معبد در دست است نسبت به آجرهای لعابدار ایلام میانی از تکنیک و ظرافت بیشتری برخوردار بودند.
آثار دیگر معماری ایلامی که از اسناد و مدارک نقش برجسته به دست آمده‌اند، عبارتند از: معبد سه شاخ بزرگ، قصرها و معابدی که در بیرون و داخل دیوارهای شهر دور _اونتاش کشف شده و تصویری از شهر شوش.

### معماری دوره ماد
بر مبنای برخی نظرات ، مادها در بدو ورود به ایران در شرق دریاچه ارومیه ، در سرزمینی به نام مادای یا آمادای ساکن شدند . اما بعضی نیز معتقدند مادها به هنگام آمدن از شرق ، احتمالاً در طول جاده تابستانی که از تپه دامغان از طریق ساوه به همدان و کرمانشاه می گذشت حرکت کردند. بررسی هنر معماری ماد با کمبود مدارک موجود است ، اما از آثار به جای مانده از آنها معماری ماد را به دو دسته تقسیم می کنند:

#### معماری صخره ای
با ایجاد فضای مورد احتیاج مردم آن زمان ،  مانند خانه و یا آرامگاه در دامنه کوه ها و صخره ها ایجاد گردیده اند. این آثار در نواحی غرب ایران و همچنین در بخشی از خاک عراق پراکنده اند و اغلب جنبه مذهبی دارند. از جمله این آثار مقبره صخره ای فخریکا ، مقبره صخره ای صحنه ، مقبره صخره ای دکان داود ، مقبره صخره ای داو دختر و مقبره صخره ای قیزقاپان را نام برد.

#### معماری معمولی
این آثار در محل هایی به نام تپه نوشیجان ، ملایر ، گودین تپه ، باباخان ، تپه ازبکی و زیویه قرار دارند که در کاوش های باستان شناسی به دست آمده است ، مانند تالار ستون دار آپادانا  دژ باباخان تپه ، دژ خارخار ، دژ کیشه سو و کاه دوروشاروکین.

### معماری دروه هخامنشیان

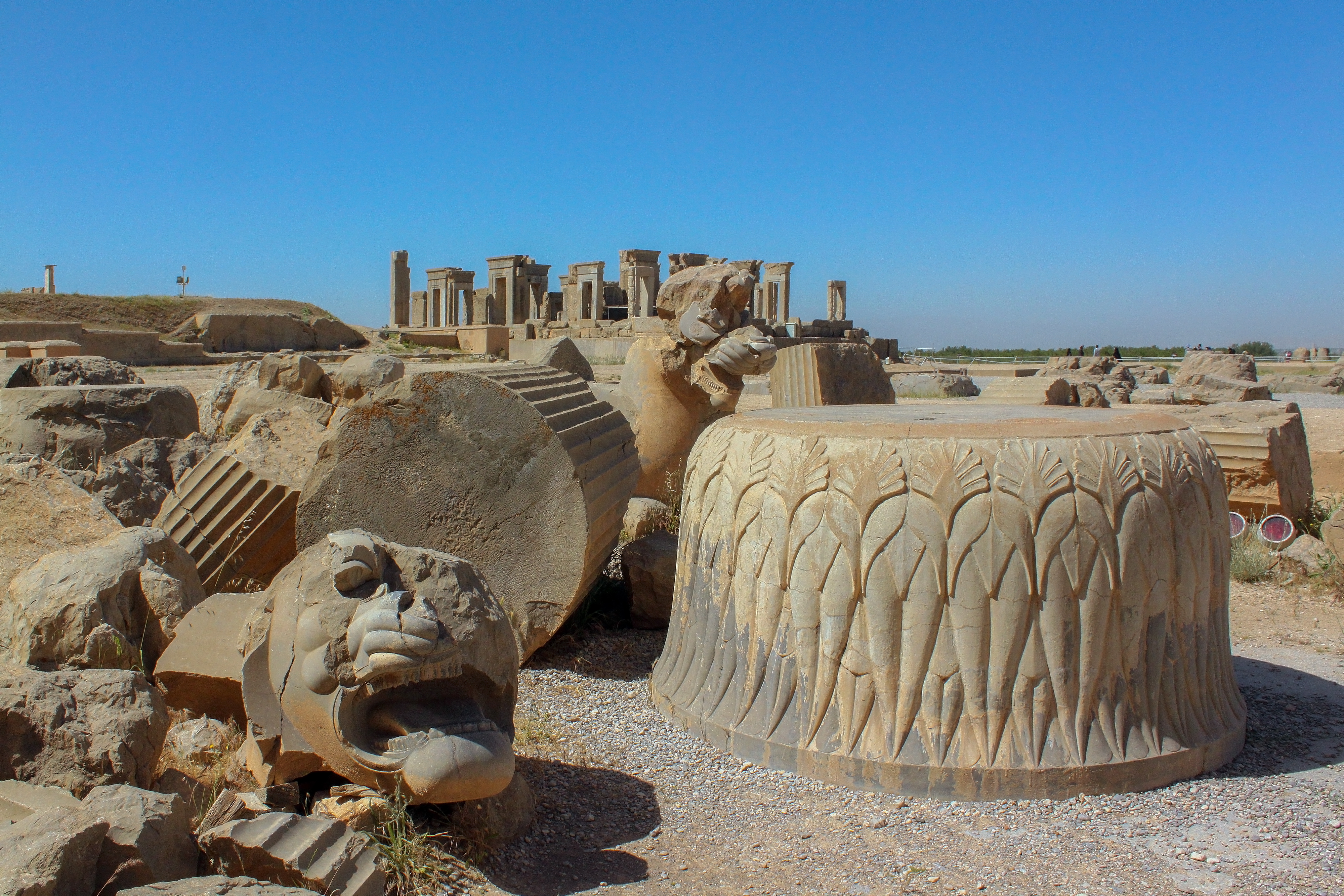
ویرانه های تخت جمشید بر جای مانده از دوره هخامنشی

در حدود ۵۶۰ سال پیش از میلاد دو دولت ماد و پارس با هم متحد گشتند و امپراتوری بزرگ هخامنشیان به وجود آمد. نخستین پادشاه این امپراطوری کورش کبیر بوده‌است. هنر معماری در دورا پادشاهی کورش و داریوش به اوج ترقی خود رسید و سپس پیشرفت آن متوقف گشت. در زمان خشایار شاه و اردشیر مختصر جنبشی از خود نشان داد. مهمترین بناهای این دوران کاخ‌های شاهی است.
تاریخ ساختمان کاخ‌ها به اواسط قرن ششم قبل از میلاد بازمی‌گردد. یکی از عناصر مهم ساختمانی در این دوران صفه مصنوعی است که روی آن ساختمان‌های کاخ‌ها و اقامتگاه‌های شاهی را بنا می‌کردند. از آثار این دوره می‌توان تل تخت (تخت سلیمان) آرامگاه کورش، کاخ دروازه، مجموعه کاخ‌ها و باغ شاهی، کاخ بارعام کورش، کاخ اختصاصی کورش، باغ پاسارگاد، مقبره کمبوجیه، پل پاسارگاد، کاخ آپادانا، کاخ شائور، معبد آپادانا

### معماری دوره اشکانیان
قوم پارت یا پارتوآ یکی از شعبه های نژاد آریایی ایرانی است . پارت ها در زمینه هنر به ویژه در معماری ابتکارات فراوانی داشتند و تحول عظیمی ایجاد کردند. آنها دو عنصر جدید را در معماری افزودند. یکی احداث گنبد بر روی بناهای چهار ضلعی (مربع شکل) از طریق فیل پوش ها ، و دیگری توسعه ساختمان ایوان تاق دار . از زمان پارت ها ایوان نقش مهمی را در معماری آسیای غربی بازی می کند. چنین بناهایی هنوز در طول رودخانه یا دریاچه هیرمند ، در شرق ایران و احتمالاً در پیرامون دریاچه آرال در آسیای مرکزی دیده می شوند. اما به دلیل اینکه بناهای خود را بیشتر ساده و با خشت خام می ساختند ، اکثر بناهای مربوط به آن زمان بر اثر عوامل طبیعی مانند زلزله و تغییرات آب و هوایی از بین رفته اند. پارت ها شهرهایی را بنیاد گذاشتند که براساس نقشه دایره شکل بودند ، مانند شهرهای مرو ، تیسفون و الحضر.از فضای دایره وار می توان آسان تر از چهارگوش دفاع کرد . این شیوه شهرسازی تا زمان ساسانی و اسلام ادامه یافت. از آثار این دوره می توان هیکاتوم پلیس(صد دروازه) ، کاخ هترا ، کاخ آشور ، کوه خواجه ، بازه هور ، معبد آناهیتا_کنگاور ، معبد خورهه و پرستشگاههایی که در اروک و تاسکیلا در پاکستان باقی مانده اند را نام برد.

### معماری دوره ساسانی

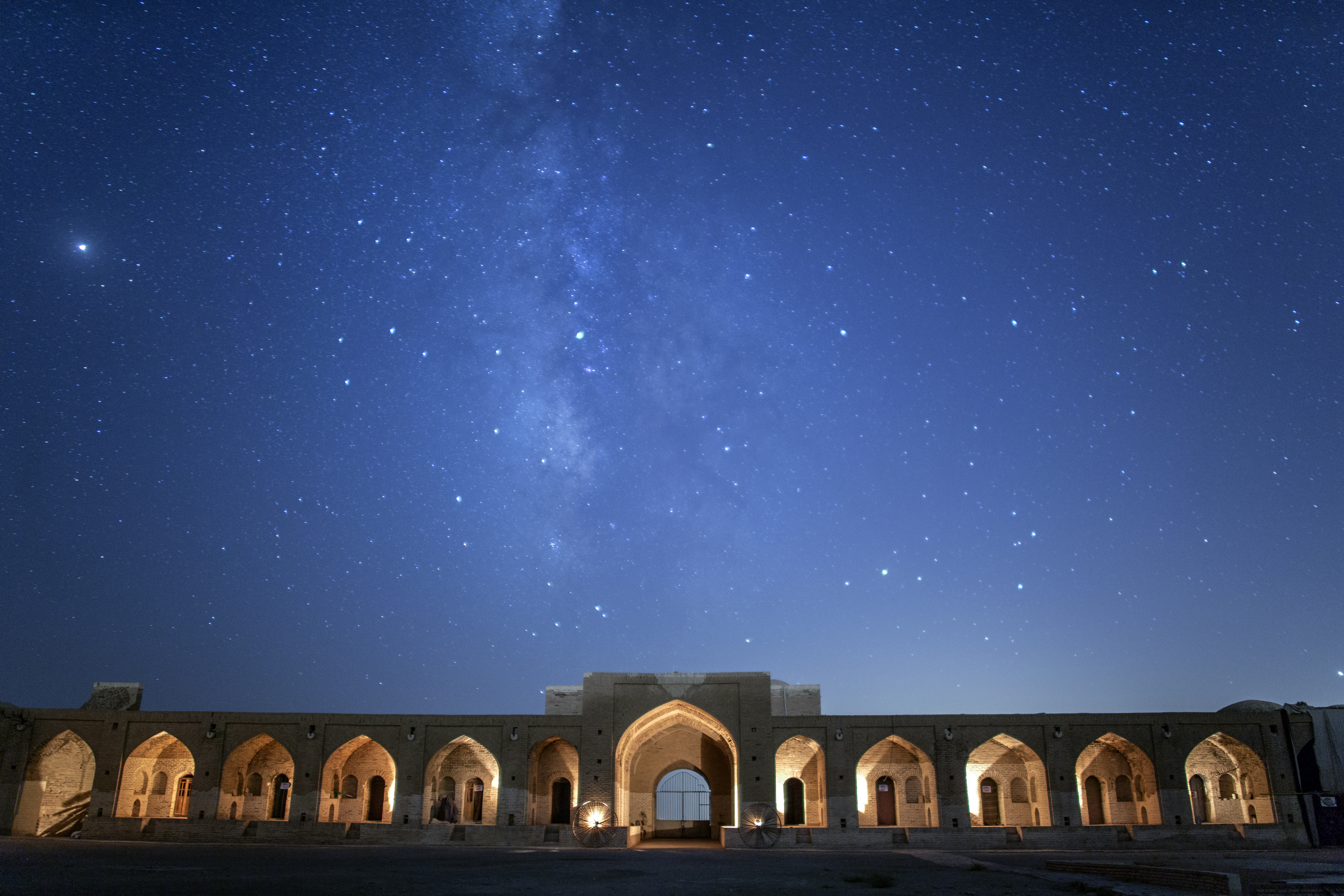
کاروانسرای دیر گچین بر جای مانده از دوره ساسانی

سلسله ساسانی آخرین حکومت پیش از اسلام ایران است .اردشیر بابکان در سال 224 میلادی ، آخرین پادشاه پارتی ، اردوان پنجم را در نبردی شکست داد و سلسله ساسانی را تشکیل داد. و مرکز حکومت خود را شهر استخر در نزدیکی تخت جمشید قرار داد. ساسانیان نیرویی پرقدرت و مرکزی را بنیان گذاری کردند .و به این ترتیب توانستند با تنظیم یک برنامه و سازمان کارآمد در امر آبیاری ، شهرسازی ، معماری و صنعتی کردن کشور بسیار پیشرفت داشته باشند. معماری طاق دار در دوره ساسانی تحول چشمگیری داشته است. همچنین در این دوره شهرسازی طرح دایره ای شکل بسیار اهمیت داده می شد. معماری ساسانی ، صرفا معماری کاخ ها نیست . معماری خانه ها ، آتشگاه ها و معابد بعد از کاخ ها بیشترین آثار معماری به جای مانده از دوران ساسانی هستند. به طور کلی درباره معماری ساسانی باید گفت که معماری این عهد بر اساس معماری بومی و نواحی خشک مرکزی و شرقی ایران بنیان گذاری شده است. از جمله آثار به جا مانده از آن دوران عبارتند از : قلعه دختر فیروز آباد ، کاخ فیروز آباد ، تخت نشین ، طاق کسری(ایوان مدائن) ، معبد آناهیتای نیشابور ، کاخ سروستان ، قصر شیرین ، تخت سلیمان ، طاق بستان .

## معماری ایرانی در دوران اسلام

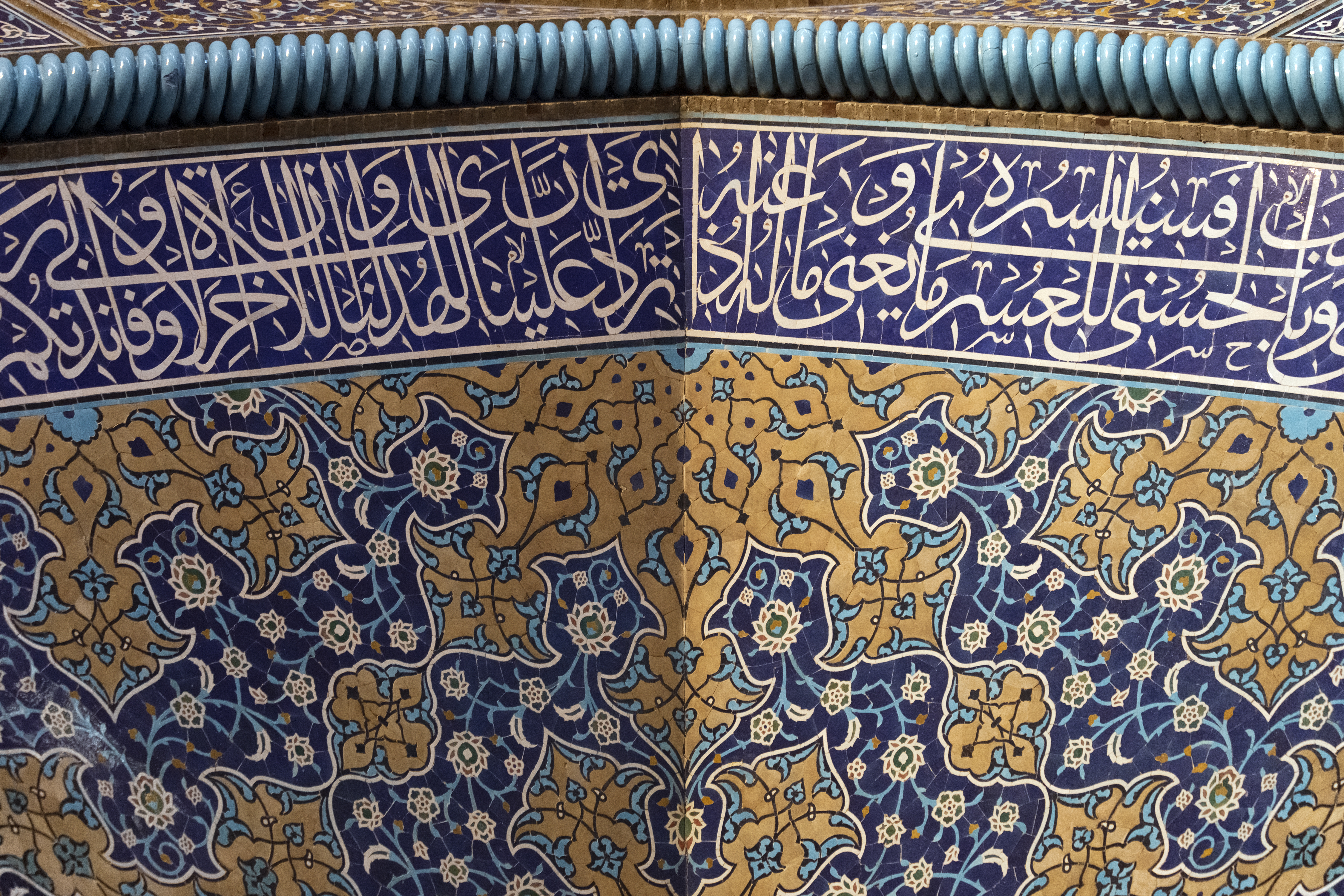
کتیبه های معماری اسلامی مسجد شاه اصفهان

هنر و معماری در جهان اسلام دارای چهار شیوه بنیادی مصری ،  شامی ، مغربی و ایرانی است ، و شیوه ایرانی از همه مهمتر و گسترده تر بوده است. بعد ز آمدن اسلام به ایران ، دگرگونی هایی صورت گرفتند که باعث به وجود آمدن چهار شیوه خراسانی ، رازی ، آذری و اصفهانی است.  

### معماری از دیدگاه شاهنامه
در کتاب مقالات شاهنامه نوشته پیش‌نویس:محمد رسولی می خوانیم : از لابه لای ابیات شاهنامه، مهندسی و توان علمی ایرانیان عهد کهن در ساخت و ساز را می توان یافت.برای مثال خسرو انوشیروان در ابیات شاهنامه برای ساخت ایوان دقت نظر فراوانی دارد. در شاهنامه، راجع به معماری ها و انواع ساختمان ها و شهرسازی اشارات بسیاری وجود دارد. در خصوص نحوه کاربرد مصالح ساختمانی و چگونگی تهیه کردن و آماده ساختن آنها در شاهنامه سخن رفته است و یا در مرود استفاده از رنگ و زیبایی های ظاهری ساختمان ها نیز ابیاتی در شاهنامه موجود است که جملگی برای درک این ابیات نیاز به دانش شاهنامه شناسی است.
| همان خانه ها کرده از چوب و نی |  | زمینش هم از نی فروبرده پی  |
| نهادش در آن دژی آهنین         |  | هم آرامگه بود و هم جای کین |